# Sadków (powiat wrocławski)
Sadków (niem. Groß Schottgau) – wieś w Polsce położona w województwie dolnośląskim, w powiecie wrocławskim, w gminie Kąty Wrocławskie.
Do 2024 r. integralną część miejscowości stanowił przysiółek Sadkówek.
W latach 1975–1998 miejscowość należała administracyjnie do województwa wrocławskiego.
W miejscowości działa szkoła podstawowa, a od roku 2018 przedszkole.

## Historia
Wieś wzmiankowana była po raz pierwszy 5 IV 1279 w dokumencie, w którym książę Henryk IV Prawy nadaje Hermanowi - wiernemu słudze, dobra przy Sadkovo. 
Po drugiej wojnie światowej pierwszym sołtysem wsi został Wincenty Hajdasz. Większość mieszkańców stanowili przesiedleńcy z Galicji Wschodniej (województwo tarnopolskie, powiat Trembowla, wieś Tiutków). Po II wojnie światowej siedziba rozległego Państwowego Gospodarstwa Rolnego.

## Zabytki
Do wojewódzkiego rejestru zabytków wpisane są:
- kościół fil. pw. św. Jadwigi, murowano-drewniany. Pierwsze wzmianki o świątyni pochodzą z rejestru dziesięciny archiprezbitera Gabriela von Rimini z datą 4 X 1318 r. W dokumencie tym wspomniano, iż rektorem kościoła był kapłan Piotr. W XVI w. kościół przejęli protestanci i na jego miejscu na początku XVII w. wznieśli obecnie istniejący drewniany, jednonawowy, barokowy kościół pw. św. Jadwigi z oddzielnie stojącą drewnianą dzwonnicą pochodzącą z pierwszych dekad XIX w. W środku świątyni gotycka rzeźba św. Barbary z końca XV w. i św. Jana Ewangelisty z ok. 1380 r. Ambona manierystyczna z 1615 r. Nocą 3 na 4 IX 1995 r. spłonęła wolno stojąca dzwonnica, od której zajął się drewniany pokryty cynkową blachą dach i strop kościoła. Wskutek wysokiej temperatury, ognia i wody wnętrze kościoła uległo zniszczeniu. 5 XI 1997 r. ksiądz kardynał Henryk Gulbinowicz poświęcił odbudowany kościół
- mauzoleum kaplica grobowa Krzysztofa Karola Zygmunta von Rothkirch, wzniesiona w 1792 r. staraniem Rudolfa Hildebrandta von Rothkirch, znajduje się po płn.-wsch. stronie kościoła. Wewnątrz kolumna podtrzymująca wazę,  na cokole herby szlacheckie: Rothkirch, Heugel, Siegroth, Hund[9].
- zespół pałacowy, z drugiej poł. XVIII w., k. XIX w.:
  - pałac, piętrowy, zbudowany w 1774 r. w stylu barokowym i zmodernizowany u schyłku XIX w.
  - park

inne zabytki zespołu:
- zabudowania dworskie powstałe w XVIII w.:
  - oficyna
  - spichlerz.